# Éditions du Sagittaire
Le Sagittaire este o editură franceză înființată la Paris în 1919 și desființată în 1979. Pentru unele dintre lucrările sale, ea este menționată și ca Éditions Simon Kra, Éditions S. Kra sau Éditions Kra (după numele fondatorului editurii). 

## Istoric

### Primul Sagittaire (1919-1951)
Simon Kra a fondat în 1919, în asociere cu fiul său, Lucien, și cu surorile sale, Hélène și Suzanne, o librărie pe rue Blanche nr. 6, în arondismentul 9 din Paris, care s-a transformat într-o editură ce publica inițial volume ilustrate în ediție limitată. După ce a publicat primul titlu Les Flirts du mâle al umoristului Lucien Boyer, ea a devenit rapid o editură de cărți clasice într-o formă foarte îngrijită, sub conducerea mai întâi a lui André Malraux (1921-1923), căruia i s-au alăturat doi ani mai târziu, Philippe Soupault, recrutat de André Germain, și Léon Pierre-Quint, aflat deja sub contract de autor și prieten al surorilor Kra. În timp ce continua să publice autori din secolul al XIX-lea, Éditions du Sagittaire a devenit editura suprarealiștilor în frunte cu André Breton și a tipărit prima ediție a Manifestului suprarealist (1924). Germain a lansat La Revue européenne pe care Kra a publicat-o până în 1927 și care a dat naștere unei colecții cu același nume, unde au apărut doar autori contemporani, apoi «Les Cahiers nouveaux», unde a apărut La Liberté, ou l'amour a lui Robert Desnos care i-a adus editorului un proces pentru ultragierea bunelor moravuri.
Până la resimțirea primelor efecte ale crizei din 1929 au fost lansate mai multe colecții de literatură și eseuri, printre care seria «Documentaires», inițiată de Pierre-Quint (1924-1939), prin care a fost descoperit John Maynard Keynes, «Panoramas des littératures contemporaines» (1928-1940) sau «Fontenelle», coordonată de Georges Urbain și Salomon Reinach. În această perioadă a fost produsă o serie de cărți remarcabile ilustrate de artistul Yan Bernard Dyl.
Editura a purtat în acești zece ani mai multe nume: Aux Éditions du Sagittaire [chez] Simon Kra, Simon Kra sau Kra. În 1927 ea a publicat 4 titluri pe lună, ajungând la o cifră de afaceri de peste două milioane de franci. În februarie 1929 Éditions Kra / Éditions du Sagittaire s-a transformat în societate anonimă pe acțiuni.
În 1930, în timp ce Soupault s-a retras definitiv, Léon Pierre-Quint a devenit acționarul principal al Éditions du Sagittaire. A fost achiziționată o clădire pe rue Henri-Regnault, unde au fost regrupate toate activitățile și personalul numeros. Familia Kra, al cărei nume a dispărut de pe marcă, s-a retras parțial și a deschis două librării tot pe rue Blanche. Pierre-Quint a publicat opere ale lui Paul Valéry, René Crevel, Thomas Mann. Un Gargantua ilustrat de Dubout a avut parte de un mare succes. A fost lansată colecția „Byblis” de cărți ilustrate de înaltă calitate, iar patru cărți ale lui Pierre Louÿs din această colecție au depășit un tiraj de 10.000 de exemplare. În vara anului 1931 criza economică a afectat editura franceză, iar Le Sagittaire a trebuit să-și vândă treptat o parte din fondul său și clădirea în care-și avea sediul și să concedieze o parte din angajați. Noua adresă a editurii a devenit rue Rodier nr. 56. În 1933 membrii familiei Kra au demisionat, urmați de Pierre-Quint în anul următor: cu toate acestea, el a rămas directorul literar al editurii. O reorganizare a fost făcută prin implicarea lui Marie-Madeleine Allard, Gabrielle Neumann, Edouard Roditi și Jérôme Jéramec, numit administrator delegat, care a împiedicat lichidarea. În această perioadă care s-a încheiat în mai 1940 au apărut creații remarcabile, inclusiv Anthologie de l'humour noir a lui André Breton, pe care Pierre-Quint o recuperase de la Robert Denoël, dar pe care guvernul de la Vichy i-a interzis să o difuzeze.
În primii trei ani ai celui de-Al Doilea Război Mondial compania Le Sagittaire și-a continuat activitatea editorială, refugiată pe rue du Vieux-Port din Marsilia, în clădirea unde se afla redacția revistei Les Cahiers du Sud. Mâna dreaptă din 1923 a lui Léon Pierre-Quint, Gabrielle Friedrich, i-au succedat acestuia la conducerea companiei, apoi s-a ascuns după invadarea zonei libere. Au fost publicate în acei ani traduceri de romane americane și povestiri scrise de membrii Rezistenței. Jean Beaufret, apoi Jean Luchaire, au deținut un timp funcția de președinte și și-au împrumutat numele editurii. Le Sagittaire a devenit ținta cenzurii, catalogul său fiind cercetat cu strictețe de autoritățile regimului de la Vichy, și a publicat mai puțin de douăzeci de titluri, inclusiv o colecție negociată cu autorul bine văzut Henri Pourrat.
În noiembrie 1944 Le Sagittaire a fost reorganizat la Paris. Léon Pierre-Quint a fost ales președinte și a deținut această funcție până în 1951, fiind secondat de Gaby Neumann. A publicat aici patru cărți ale lui André Breton, inclusiv Arcane 17 (1947), dar și cărți scrise de Paul Éluard, de Pierre Mabille și de tânărul Claude Simon. Franța a fost afectată în 1947 de o criză a vânzărilor de carte, iar Pierre-Quint a trebuit să încetinească producția, care a ajuns la maxim trei titluri pe lună. Messageries Hachette a anulat apoi contractul de difuzare în momentul apariției cărții Les Mauvais coups de Roger Vailland și a apărut pericolul intrării în faliment.
În 1951 Pierre-Quint s-a asociat cu éditions de Minuit, condusă de tânărul Jérôme Lindon, care, numit președinte, s-a ocupat de plata datoriilor și a permis existența demnă a editurii. În 1954 Club français du livre a cumpărat marca, iar Pierre-Quint s-a retras.
Catalogul complet al editurii din această epocă numără puțin peste 410 titluri, dintre care unele sunt valoroase.

### Al doilea Sagittaire (1975-1979)
Club français du livre i-a cedat în cele din urmă editurii Grasset-Fasquelle ceea ce mai rămăsese din Éditions du Sagittaire, unde au mai apărut doar șase titluri până în 1967 când compania a fost definitiv lichidată. În 1975 Grasset a relansat marca și a plasat-o sub conducerea lui Gérard Guégan, asistat printre alții de Raphaël Sorin și Olivier Cohen, care fuseseră concediați în 1974 de la Champ Libre, editura fondată de Gerard Lebovici. Direcția artistică a fost încredințată lui Alain Le Saux, venit tot de la Champ Libre, care a dezvoltat un stil grafic care s-a axat pe culori fluorescente și pe folosirea unor litere specifice afișelor. Printre autorii publicați în acea perioadă au fost Jacques Baynac, Béatrix Beck, Pierre Mabille etc. Aici a apărut cartea Contes de la folie ordinaire (1977) a lui Charles Bukowski, prin implicarea lui Jean-François Bizot, care și-a publicat primul său roman la Sagittaire, și a lui Léon Mercadet.
Éditions du Sagittaire a fost desființată în martie 1979, la 60 de ani de la înființarea sa.

## Colecții din primul catalog (1919-1951)

### «Collection de la Revue européenne», apoi «Collection Européenne»[9]
Au fost tipărite 37 de titluri între 1923 și 1928, apoi retipărite sau revizuite. Fiecare volum a fost ilustrat cu o gravură intaglio executată de un artist contemporan și reprezentându-l pe autorul cărții.
- nr. 1: Philippe Soupault, Le Bon Apôtre (1923)[12]
- nr. 2: Maxim Gorki, Souvenirs de ma vie littéraire
- nr. 3: Jaime de Beslou, Idéologues
- nr. 4: Joseph Delteil, Choléra
- nr. 5: Fritz von Unruh, Verdun
- nr. 6: Pierre Girard, June, Philippe et l'Amiral
- nr. 7: Max Jacob, L'Homme de Chair et l'Homme reflet
- nr. 8: Ramón Gómez de la Serna, La Veuve blanche et noire
- nr. 9: Marcel Rouff, L'Homme que l'Amour empêcha d'aimer
- nr. 10: Maxime Gorki, Un Premier Amour
- nr. 11: Léon Pierre-Quint, Déchéances aimables
- nr. 12: Rabindranath Tagore, À Quatre Voix, prefață de Romain Rolland
- nr. 13: André Salmon, Une Orgie à Saint-Pétersbourg
- nr. 14: Miguel de Unamuno, Trois nouvelles exemplaires et un prologue, prefață de Valery Larbaud
- nr. 15: Gil Robin, La Femme et la Lune
- nr. 16: Carl Sternheim, Napoléon
- nr. 17: Ramón Gómez de la Serna, Le Docteur invraisemblable
- nr. 18: Pierre Girard, Lord Algernon
- nr. 19: Luigi Pirandello, On tourne
- nr. 20: René Crevel, Mon Corps et moi
- nr. 21: François Fosca, Les Dames de Boisbrûlon
- nr. 22: Georges Ribemont-Dessaignes, Céleste Ugolin
- nr. 23: Miguel de Unamuno, Brouillard
- nr. 24: Sigrid Undset, L'Âge heureux, urmat de Simonsen
- nr. 25: René Crevel, La Mort difficile
- nr. 26: Francis Scott Fitzgerald, Gatsby le Magnifique (1926, trad. de Victor Llona, rev. în 1946)[13]
- nr. 27: Pierre Girard, Connaissez mieux le cœur des femmes (1927)[14]
- nr. 28: François Fosca, Derechef
- nr. 29: Philippe Soupault, Le Nègre
- nr. 30: René Crevel, Babylone
- nr. 31: Eyvind Johnson, Lettre recommandée
- nr. 32: Heinrich Mann, Mère Marie
- nr. 33: Ramón Gómez de la Serna, Gustave l'incongru (1927, trad. de Jean Cassou și André Wurmser)[15]
- nr. 34: André Jullien du Breuil, Imprudence
- nr. 35: Sherwood Anderson, Un conteur se raconte. Mon Père et moi
- nr. 36: Luigi Pirandello, L'Exclue
- nr. 37: Sherwood Anderson, Je suis un homme (1928, trad. de Victor Llona)[16]

### «Les Cahiers nouveaux»[17]
- Miguel de Unamuno, Le Marquis de Lumbria
- Gil Robin, Hôpital
- Pierre Mac Orlan, À l'Hôpital Marie-Madeleine
- Robert Desnos, Deuil pour Deuil
- Gabriele D'Annunzio, Portrait de Loÿse Baccaris
- Alexandre Kouprine, Olessia, la jeune sorcière
- Ribemont-Dessaignes, Ariane
- Carl Sternheim, Libussa, la jument de Guillaume II
- Philippe Soupault, Voyage d'Horace Pirouelle
- Thomas Mann, La Mort à Venise
- Benjamin Péret, Il était une boulangère
- Willa Cather, Prochainement Aphrodite
- Pierre Girard, Curieuse métamorphose de John
- Gabriel Miró, Semaine Sainte
- Fernand Divoire, L'Homme du Monde
- John Rodker, Dartmoor
- Max Jacob, Les Pénitents en maillots roses
- Khalil Gibran, Le Prophète
- Gilbert Mauge, Fonction de X
- Luigi Pirandello, Ignorantes
- Edmond Jaloux, L’Égarement
- Jean-Richard Bloch, Première Journée à Rufisque
- René Jouglet, Une Courtisane
- Jean Giraudoux, La première disparition de Jérôme Bardini
- Jacques-Émile Blanche, Le Bracelet tensimétrique
- Ramón Pérez de Ayala, La chute de la Maison Limon
- Georges Oudard, Ressemblance
- André Berge, L'Amitié indiscrète
- Jacques Chenevière, Daphné
- André Desson, Le Chœur maussade
- Henri de Régnier, Donc...
- Robert Desnos, La Liberté ou l'Amour !
- Francis Gérard,[18] Les Dragons de vertu
- André Maurois, Le Chapitre suivant
- Michel Leiris, Le Point cardinal
- André Salmon, Tout l'or du Monde

### «Carnets littéraires» (în epoca Kra)

#### Série cosmopolite
- Thomas Mann, Tristan, 1, 1927
- Mario Puccini, Quatre-vingt dix ans, 2, 1927
- Knut Hamsun, Rêveurs, 3, 1927
- Heinrich Mann, Liliane et Paul, 4, 1927
- Luigi Pirandello, Vieille Sicile, 5, 1928
- Arthur Symons, Journal de Henry Luxulyan, 6, 1928

#### Série française
- Georges Duvau, Le Testament romantique, 1927
- Gilbert Mauge,[19] Merveille de la mort, 1927
- André Beucler, La belle de banlieue, 1927
- Emmanuel Bove, Un soir chez Blutel, 1927